# Divisionismo
Il divisionismo è un fenomeno artistico italiano, nato alla fine dell'800, tecnicamente derivato dal neoimpressionismo e caratterizzato dalla separazione dei colori in singoli punti o linee che interagiscono fra di loro in senso ottico; per tali motivi può essere definito come una variante specifica del puntinismo. Il divisionismo non può essere definito un movimento pittorico perché gli artisti che usarono questa tecnica pittorica non scrissero mai un manifesto artistico. Secondo alcuni studiosi trovò il suo esponente principale in Pellizza da Volpedo, secondo altri in Giovanni Segantini. I principi che ne codificarono le direttive furono delineati da Gaetano Previati, che ne sviluppò le linee influendo sia sul territorio ligure sia su quello lombardo.
I maggiori divisionisti (Segantini, Previati, Morbelli, Pellizza e Longoni) erano a contratto della galleria dei fratelli Grubicy; Vittore Grubicy de Dragon era anch'egli primario pittore divisionista e uno dei primi teorici della tecnica, e ne promosse le opere attraverso mostre ed esposizioni nazionali e parigine, attirando altri pittori dalla Lombardia, dal Piemonte, dalla Liguria e dalla Toscana.
L'atto che sancisce la nascita del divisionismo avviene all'Esposizione Triennale di Belle Arti di Milano tenutasi nel 1891, nella Pinacoteca di Brera di Milano, con l'esposizione del quadro "Le due madri" di Giovanni Segantini. Influenzò le giovani generazioni di pittori italiani fino alla stagione delle avanguardie: mossero i primi passi sotto l'astro del divisionismo pittori futuristi come Umberto Boccioni e Giacomo Balla, oppure Plinio Nomellini.

## Origini
Dal punto di vista tecnico, il divisionismo prese spunto dal "Pointillisme" (Puntinismo) francese. Quest'ultimo, derivato dalla corrente impressionista, accostava nella tela attraverso puntini e non pennellate, colori puri senza mescolarli. In Italia l'applicazione alla pittura delle nuove scoperte scientifiche relative al tema del colore non avviene nel modo strettamente ortodosso, fedele alle leggi della mescolanza ottica e ai principi della forma, come in Francia (Georges Seurat). Diversi sono, infatti, i precedenti pittorici e l'ambito culturale: in Francia, l'Impressionismo; in Italia la Scapigliatura e il Decadentismo.

### Il puntinismo
La tecnica del pointillisme consentiva di ottenere la massima luminosità accostando i colori complementari ma rivelava anche un interesse scientifico: l'artista si prefiggeva di ottenere la scomposizione del colore quale quella che si riteneva essere allora, sulla scorta delle ultime acquisizioni scientifiche, la scomposizione ed acquisizione "naturale" dei colori a livello retinico. La retina dell'osservatore dovrà ricomporre tonalità e sfumature derivate dalla pittura "per punti", come avviene fisiologicamente quando guardiamo un bosco e le mille tonalità di verde delle foglie e delle piante. Queste, infatti, ci appariranno distinte in loro prossimità, mentre tenderanno sempre più ad "unificarsi" per tonalità omogenee non appena le si osserverà di lontano. A tale proposito, tuttavia, va precisato che l'interesse scientifico rivolto al colore ed alla sua percezione prese relativamente meno forza nel divisionismo rispetto al pointillisme. Nel divisionismo, infatti, i puntini diventano filamenti frastagliati che invece di accostarsi spesso si sovrappongono (in tal senso, sono chiari gli spunti che indirizzano verso il dinamismo futurista).

## Concetti estetici
Il Divisionismo trae dal Simbolismo la rivalutazione dei miti, il misticismo, il rapporto tra musica e pittura propria dell'estetica wagneriana e soprattutto per la corrispondenza tra essi ed il mondo interiore, ma si caratterizza per l'impegno sociale e politico dei suoi aderenti.
La Scapigliatura lombarda di metà dell'Ottocento provoca la perdita l'interesse antiaccademico che contrasta l'arte consacrata dalla tradizione, il contenuto mitologico e storico, le forme classicheggianti o puriste, privilegiando invece il ritratto di introspezione psichica o sentimentale comuni anche al Realismo. Per la tecnica pittorica, caratterizzata da contorni sfumati, colore spumoso, forte contrasto chiaroscurale, la Scapigliatura viene accostata all'Impressionismo, ma se ne diversifica per l'acuta sensibilità e l'intimismo dell'interpretazione.
Verso la fine del secolo, l'aggravarsi dei problemi sociali viene registrato dagli artisti i cui contenuti pittorici si fanno più tragici, la scienza, invece che sanare la triste condizione delle masse, diventa mezzo per accrescerne lo sfruttamento. L'arte è ora interpretata come una via di salvezza, per cui si estende ad ogni aspetto della vita (da notare gli sviluppi nel Regno Unito con i Preraffaelliti).
Contro il Positivismo si assiste alla rivalutazione della filosofia di Schopenhauer, anche attraverso il pensiero di Nietzsche, secondo la quale il mondo fenomenico è ritenuto pura apparenza, mentre solo la contemplazione artistica consente il contatto con la verità. Secondo lo Spiritualismo di fine secolo, la natura è percorsa da forze vitali, identificate nella forma artistica della linea curva, serpentina.

L'artista si rifugia nell'interiorizzazione del rapporto arte/natura, che interpreta con sottolineature diverse, accentuandone il significato simbolico evocativo, che si concretizza nel divisionismo. In questo senso, se il pointillisme si ricollega al Positivismo, la teoria divisionista ne diventa una sorta di antitesi. Per Previati: 

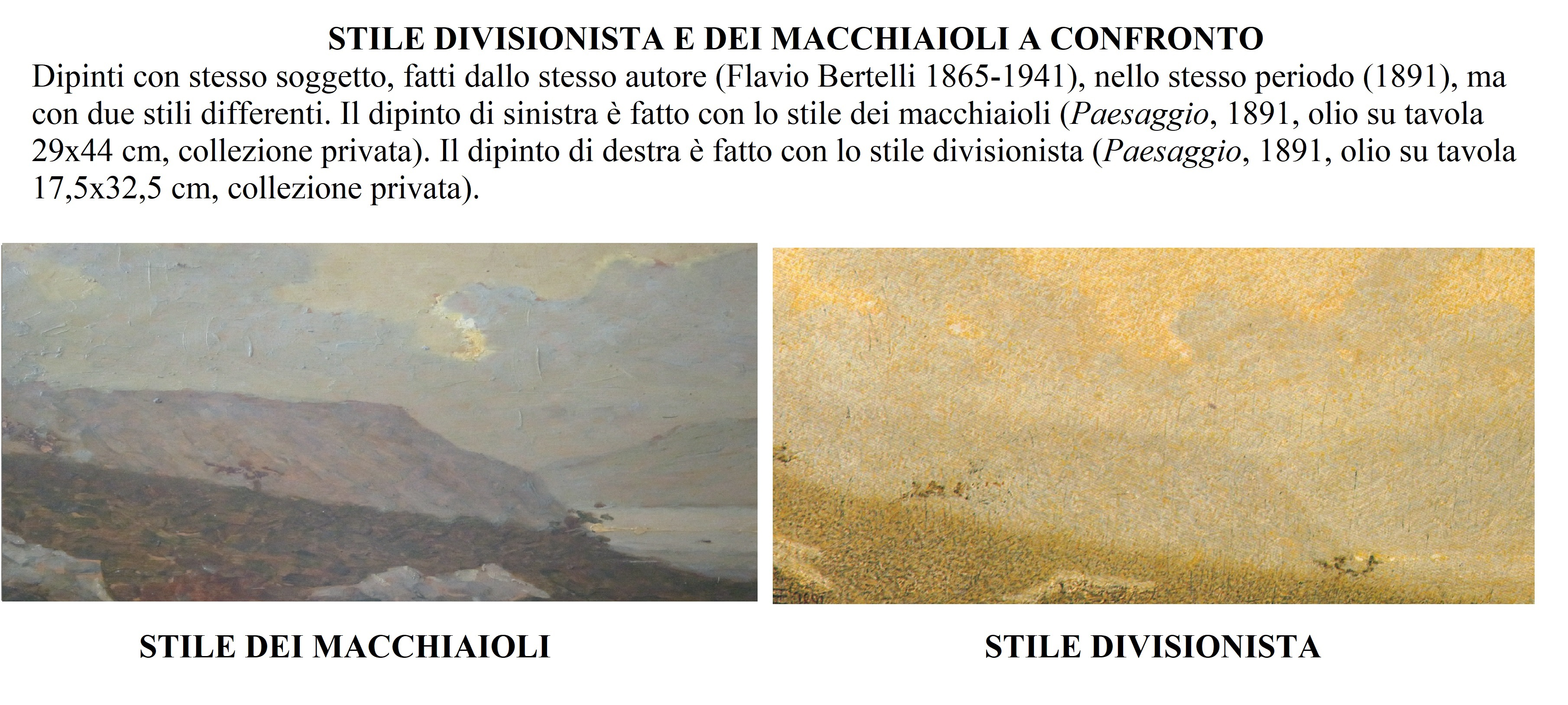
Stile divisionista a confronto con lo stile a macchia dei macchiaioli.

Il tratteggio, già adottato nei disegni e nelle incisioni, diventa pennellata direzionale, che spesso si avvolge su se stessa, filamento arabescato, che asseconda le forme, si piega in matasse di luce/colore, dall'andamento spesso circolare, a spirale, a sezione di cerchio, perché la luce è vita. Nell'interpretazione di Previati si ravvisano più esplicitamente, sia nel valore di segno dei soggetti, sia nell'uso della linea curva, i caratteri propri del Simbolismo (Maternità 1891; Il sogno 1912).
Segantini, in Così penso e sento la pittura per "Cronaca d'arte" di Milano del 1º febbraio 1891, attribuisce all'arte un valore religioso: "Letteratura, musica, pittura, …formeranno la trinità dello spirito. Un forte sentire, a contatto della natura…" (L'angelo della vita 1894; L'amore alla fonte della vita 1896)
Le tematiche si differenziano dalla corrente francese puntinista: sebbene in un primo periodo venissero riproposti paesaggi e scenari all'aria aperta, questi lasciarono posto a problematiche sociali e vita quotidiana (sviluppo certamente già presente nei macchiaioli toscani) in particolare nel caso di Pellizza e Plinio Nomellini i cui interessi artistici si intrecciarono all'attivismo socialista. Nel caso di Previati invece profonde riflessioni su temi religiosi.

## Pittori divisionisti
I maggiori esponenti del Divisionismo furono Vittore Grubicy de Dragon, Giovanni Segantini, Plinio Nomellini, Matteo Olivero, Gaetano Previati, Angelo Morbelli, Giuseppe Pellizza da Volpedo, Rubaldo Merello, Carlo Fornara, Emilio Longoni. Inizialmente aderì al divisionismo Umberto Boccioni; anche Giacomo Balla partì per le sue ricerche di scomposizione della luce e delle forme dall'esperienza divisionista.
Altri divisionisti da ricordare sono: Cornelio Geranzani, Giuseppe Cominetti, Lazzaro Luxardo ed Eso Peluzzi, appartenenti alla scuola ligure; Carlo Cressini, Angelo Barabino (Tortonese), Romano Valori milanesi; Plinio Nomellini, Galileo Chini, Adriano Baracchini Caputi, Llewelyn Lloyd, Gino Romiti(in alcune rare opere), Benvenuto Benvenuti, Renuccio Renucci (in alcune rare opere) livornesi; Guglielmo Amedeo Lori pisano; Flavio Bertelli e Antonio Discovolo di Bologna (anche se abbandonerà tale stile a causa dello sforzo e dei tempi lunghi che questa tecnica richiede), Antonio Ballero sardo e Otello Leiss di Ferrara, Pietro Mengarini appartenente alla secessione romana.
Alcuni aspetti tipici del Divisionismo possono rintracciarsi secondo alcuni critici in certe opere del milanese Filippo Carcano.
Operarono un singolare rinnovamento dell'arte sacra in chiave divisionista i pittori Augusto Mussini, detto fra' Paolo, reggiano, che vagò a lungo tra i conventi delle Marche, tanto da essere chiamato il "frate-pittore" pur non avendo mai preso i voti, e don Angelo Rescalli, sacerdote-pittore cremonese che pur non avendo mai trattato temi dichiaratamente sacri, riprodusse nei suoi dipinti numerosissime chiese, inserite sempre in paesaggi silenti.

## Galleria d'immagini

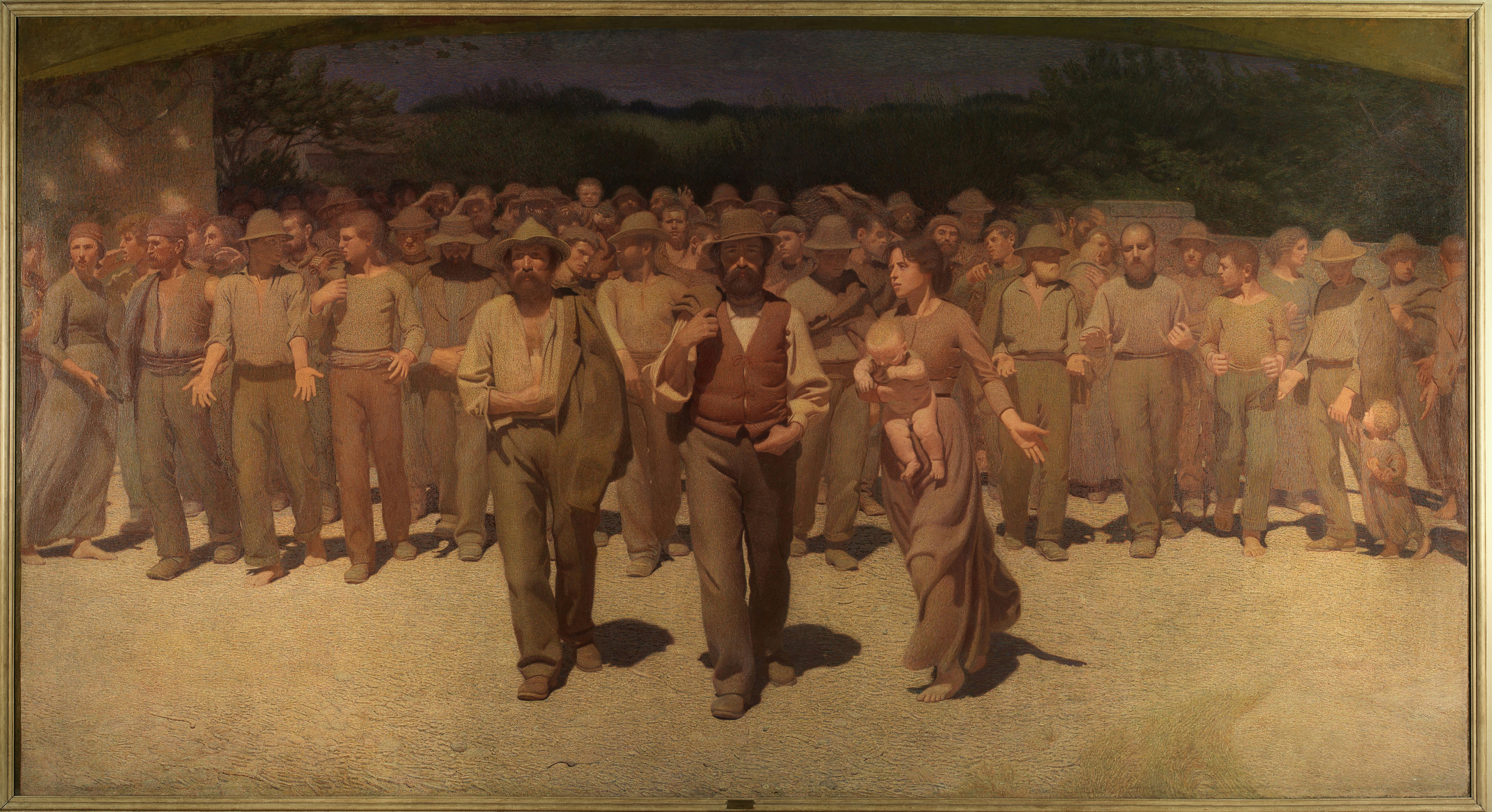
Giuseppe Pellizza da Volpedo, Il quarto stato 1901
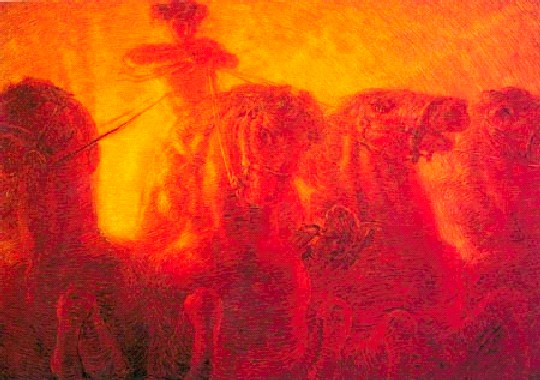
Gaetano Previati, Il carro del sole ca 1900
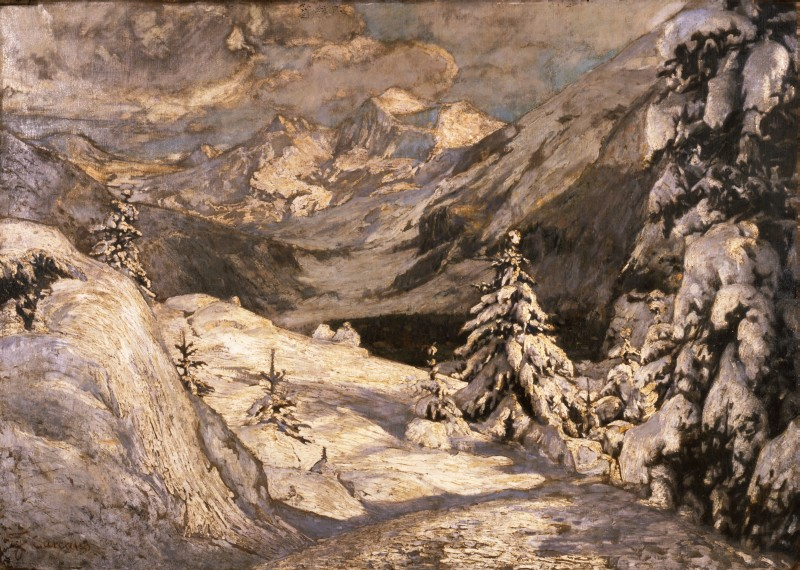
Filippo Carcano, In pieno inverno o Inverno in Engadina
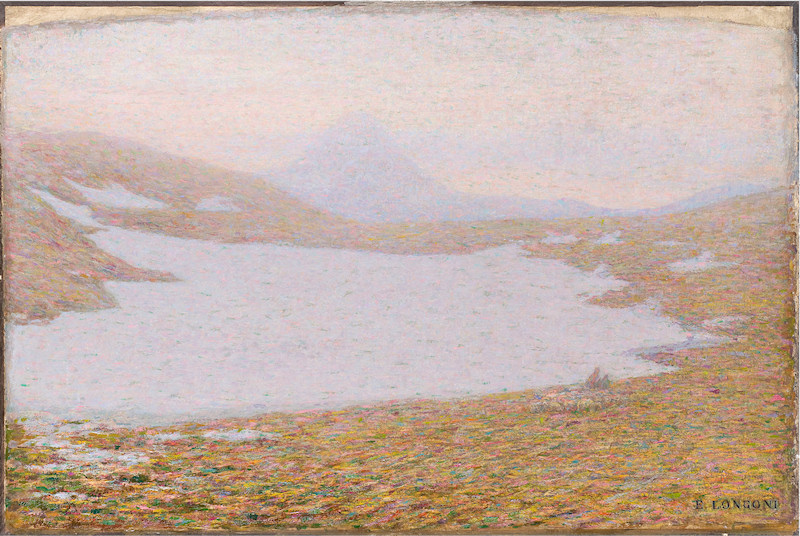
Emilio Longoni, Primavera in alta montagna
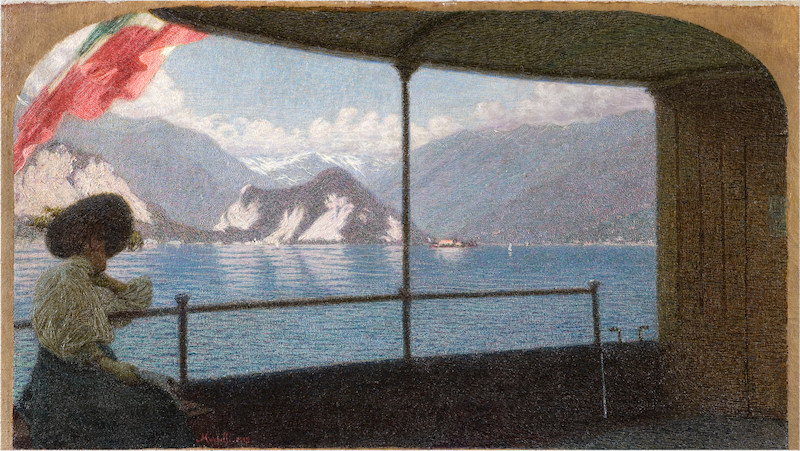
Angelo Morbelli, Battello sul Lago Maggiore
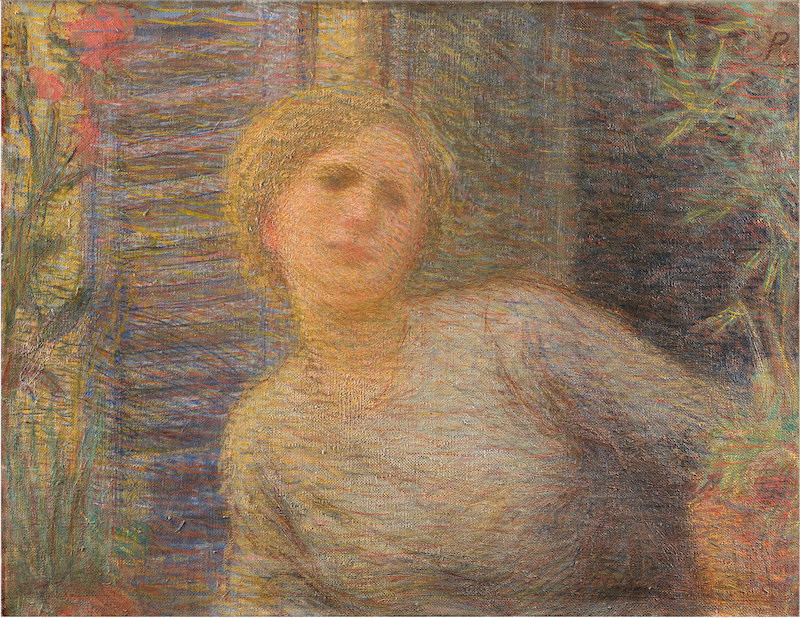
Plinio Nomellini, Ragazza alla finestra
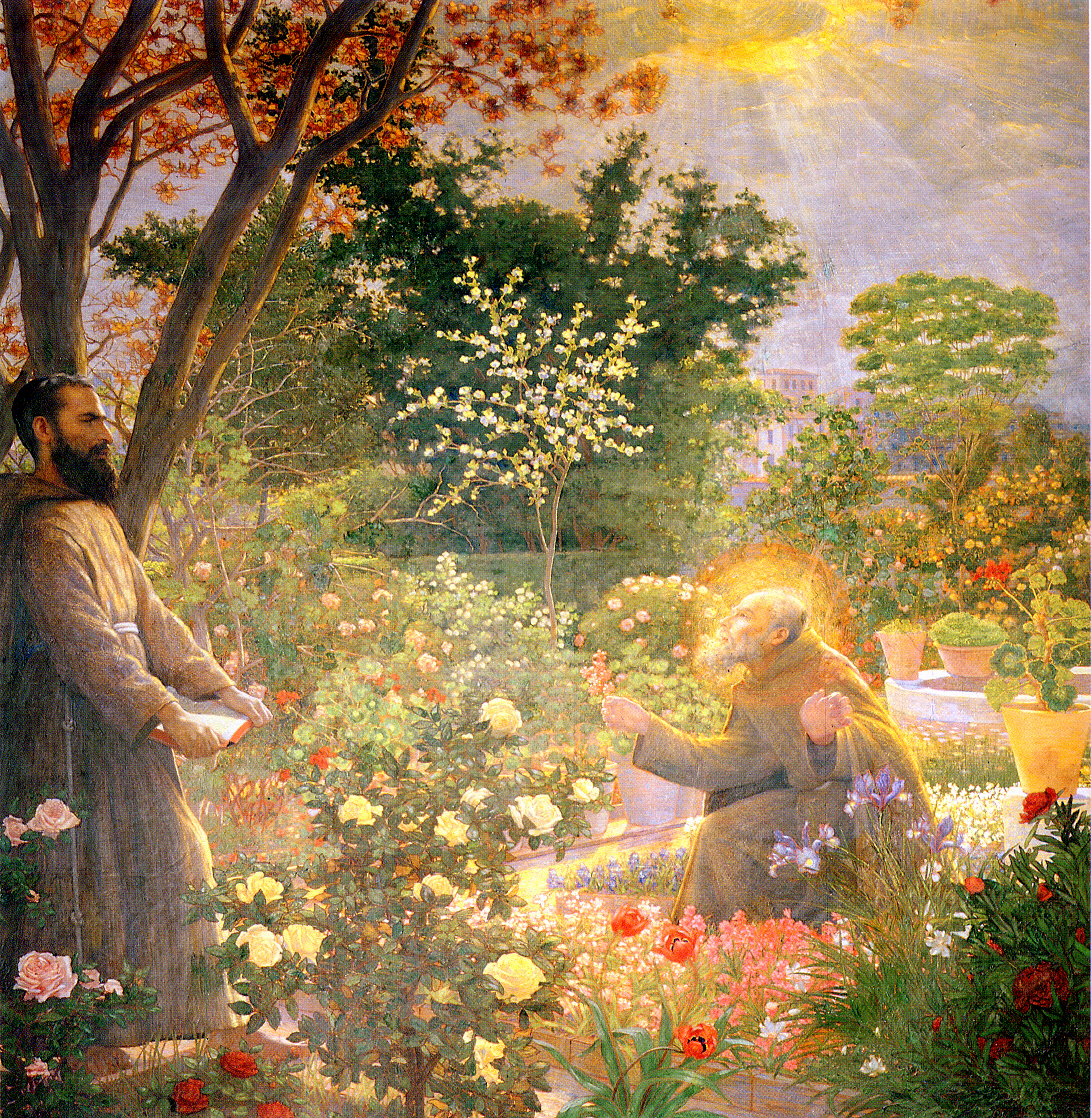
Augusto Mussini, Culto dei fiori.
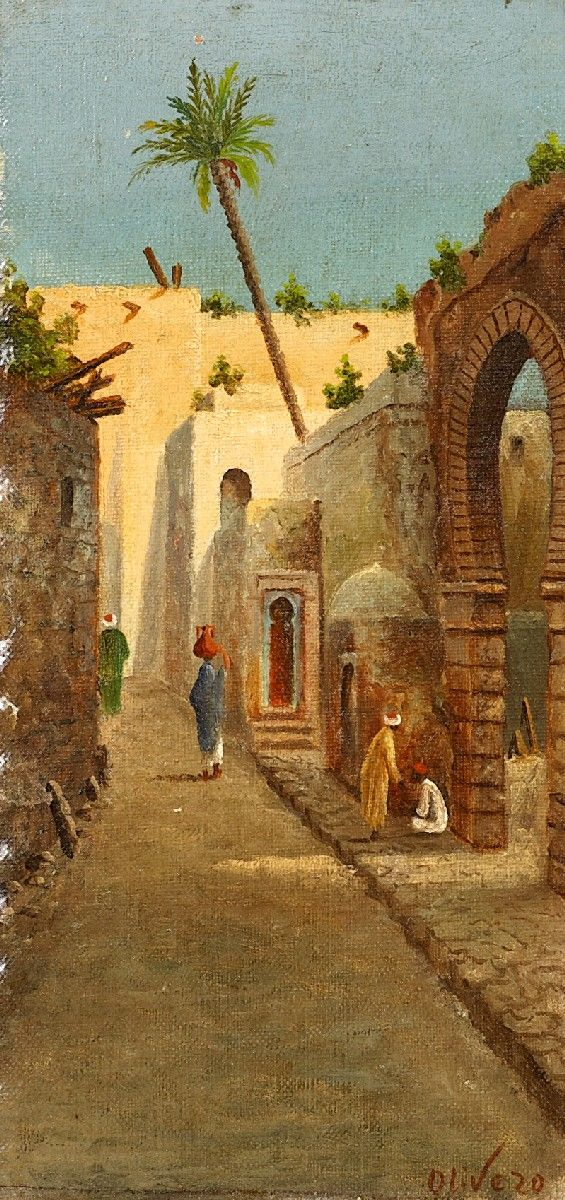
Matteo Olivero, Strada del Cairo
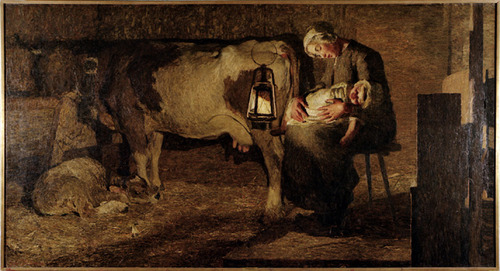
Giovanni Segantini, Le due madri 1899/1900